# تعقیب (فیلم ۲۰۲۴)
تعقیب (انگلیسی: Following; کره‌ای: 그녀가 죽었다) یک فیلم معمایی دلهره‌آور محصول سال ۲۰۲۴ کره جنوبی به کارگردانی کیم سه هی و با بازی بیون یو هان، شین هه سون و لی ال است. این فیلم در ۱۵ مه ۲۰۲۴ منتشر شد.

## بازیگران

### اصلی
- بیون یو هان در نقش گو جونگ ته
- شین هه سون در نقش هان سو را
- لی ال در نقش اوه یونگ جو

### مکمل
- یون بیونگ هی در نقش لی جونگ هاک
- پارک یه نی در نقش هولوگی
- جی هیون جون در نقش کارآگاه جانگ
- جانگ سونگ بوم در نقش سونگ یول
- شیم دال گی در نقش جی هی
- پارک یی هیون در نقش جو هه ران
- هان سو ها در نقش افسر پلیس زن
- لی سو رانگ در نقش مادر جونگ ته

### حضور ویژه
- پارک میونگ هون در نقش کارآگاه لیدر تیم